# لودوفيك أوبرانياك

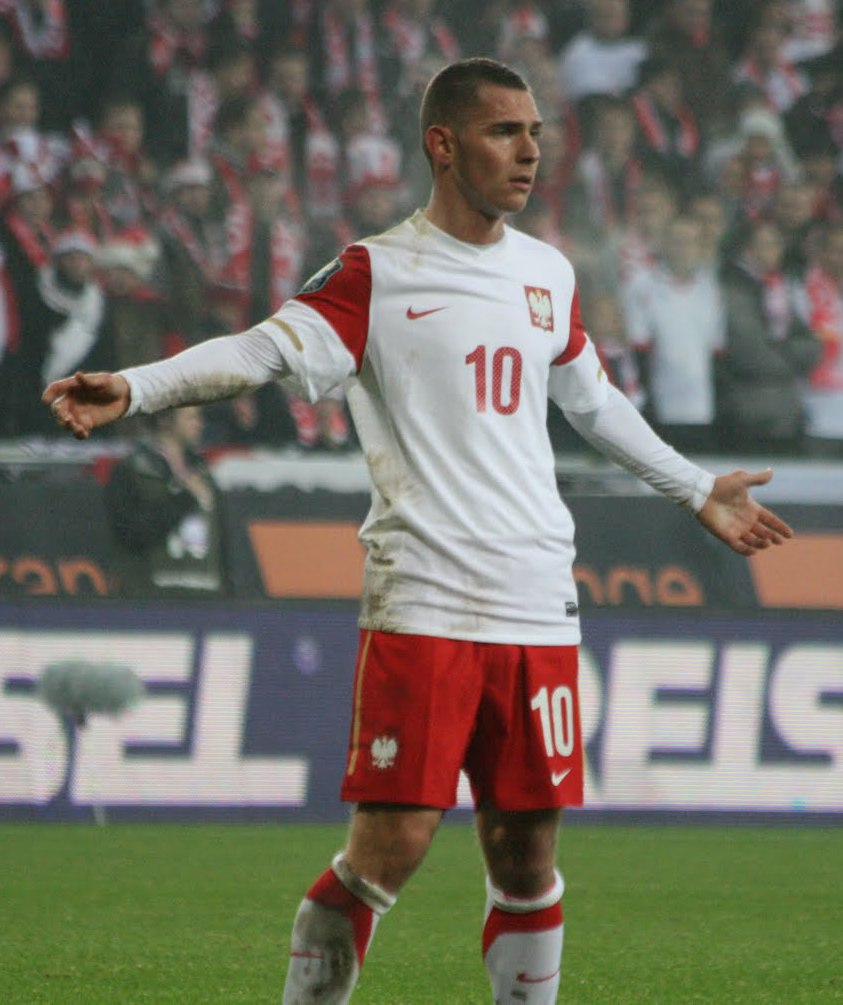

لودوفيك أوبرانياك (بالفرنسية: Ludovic Obraniak)‏ (مواليد 10 نوفمبر 1984 في لونغفيل ليميتز - فرنسا) لاعب كرة قدم بولندي يلعب حاليا لصالح نادي الدرجة الأولى ليل الفرنسي منذ 2007 في مركز الوسط المهاجم .

## روابط خارجية
- لودوفيك أوبرانياك على موقع الاتحاد الدولي (مؤرشف)  (الإنجليزية)
- لودوفيك أوبرانياك على موقع الاتحاد الأوربي (الإنجليزية)
- لودوفيك أوبرانياك على موقع اتحاد تركيا (لاعب) (الإنجليزية)
- لودوفيك أوبرانياك على موقع قاعدة بيانات كرة القدم.إي يو (الإنجليزية)
- لودوفيك أوبرانياك على موقع بيانات كرة القدم. دي إي (الألمانية)
- لودوفيك أوبرانياك على موقع ليكيب (الفرنسية)
- لودوفيك أوبرانياك على موقع ناشيونال فوتبول تيمز (الإنجليزية)
- لودوفيك أوبرانياك على موقع Soccerbase.com (لاعب) (الإنجليزية)
- لودوفيك أوبرانياك على موقع Soccerway.com (الإنجليزية)
- لودوفيك أوبرانياك على موقع عالم كرة القدم.نت (الإنجليزية)